# Gazeuse!
Gazeuse! – album studyjny grupy rockowej Gong, wydany w 1976 roku nakładem Virgin Records. W Stanach Zjednoczonych i Kanadzie płyta ukazała się pt. Expresso i ze zmienioną okładką.

## Lista utworów
Opracowano na podstawie materiału źródłowego.
Wydanie LP:
Strona A
| Nr | Tytuł utworu               | Muzyka           | Długość |
| -- | -------------------------- | ---------------- | ------- |
| 1. | „Expresso”                 | Pierre Moerlen   | 5:58    |
| 2. | „Night Illusion”           | Allan Holdsworth | 3:42    |
| 3. | „Percolations Part I & II” | P. Moerlen       | 10:02   |
|    |                            |                  | 19:42   |

Strona B
| Nr | Tytuł utworu | Muzyka        | Długość |
| -- | ------------ | ------------- | ------- |
| 1. | „Shadows Of” | A. Holdsworth | 7:48    |
| 2. | „Esnuria”    | P. Moerlen    | 8:02    |
| 3. | „Mireille”   | F. Moze       | 4:11    |
|    |              |               | 20:01   |

- Shadows Of to przeróbka utworu tytułowego z albumu Velvet Darkness Allana Holdswortha

## Twórcy
Opracowano na podstawie materiału źródłowego.
Muzycy:
- Mireille Bauer – wibrafon, marimba, dzwonki, tom-tom
- Mino Cinelu – instrumenty perkusyjne
- Allan Holdsworth – gitara elektryczna, gitara akustyczna, skrzypce, elektryczna gitara hawajska
- Didier Malherbe – saksofon tenorowy, flet
- Benoît Moerlen - wibrafon
- Pierre Moerlen – perkusja, wibrafon, marimba, kotły, dzwonki
- Francis Moze – gitara basowa bezprogowa, gongi, pianino, pianino elektryczne

Produkcja:
- Dennis Mackay – produkcja muzyczna, inżynieria dźwięku
- Stephen W. Taylor - inżynieria dźwięku
- Jacques Moitoret – projekt oprawy graficznej